# Quinto Fabio Postumino
Quinto Fabio Postumino (en latín: Quintus Fabius Postuminus) fue un senador romano que vivió a mediados del siglo I y principios del siglo II, y desarrolló su cursus honorum bajo Vespasiano, Tito, Domiciano, Nerva, y Trajano. 

## Orígenes y familia
Debido a que el último miembro conocido de la familia patricia del periodo republicano de la Gens Fabia, fue Paulo Fabio Pérsico, cónsul ordinario en el año 34 que murió durante el reinado de Claudio, es probable que Postumino sea descendiente de uno de los clientes o libertos de esa familia. Ronald Syme señala que hay unos 300 Fabii conocidos en las provincias Hispanas, así como cincuenta en la Galia Narbonensis; por lo que es probable que los orígenes de Postumino estuvieran en una de estas dos provincias.

## Carrera política
Los historiadores alguna vez pensaron que Postumino fue legatus legionis de la Legio XV Apollinaris, basándose en la reconstrucción de una inscripción encontrada cerca de Praeneste, pero un análisis más reciente ha demostrado que esta identificación es incorrecta.
Fue cónsul sufecto en el año 96 junto con Tito Prifernio Peto. En los días que siguieron al asesinato de Domiciano en el año 96, justo unos meses después de haber ejercido su consulado, Postumino estuvo presente en el Senado cuando Plinio el Joven inició el enjuiciamiento de Publicio Certo; se unió a Lucio Domicio Apolinar, Aulo Didio Galo Fabricio Veyentón y Quinto Fulvio Gilón Bitio Próculo, en la defensa de Certo.
Postumino fue gobernador de dos provincias diferentes. Fue gobernador de Moesia Inferior entre los años 102-103, y casi una década después fue gobernador proconsular de Asia en el periodo 111-112, un cargo que los historiadores modernos consideran el apogeo de una carrera senatorial.